# Streaming
Streaming (z anglického stream – proud) je technologie kontinuálního přenosu audiovizuálního sdělení mezi zdrojem a koncovým uživatelem pomocí datového proudu. V současné době se streamingu využívá především pro přenášení audiovizuálních sdělení po internetu (webcasting). Webcasting může probíhat v reálném čase (internetová televize nebo rádio), nebo systémem Video on demand (např. YouTube). Pro streamování videa více uživatelům zároveň musí mít provozovatel k dispozici kromě obsahu také ještě streamovací server, který zajišťuje komunikaci s cílovými počítači a plynulé vysílání dat.

## Kvalita videa
Na přenos audiovizuálního sdělení po internetu je třeba kodeků na zmenšení objemu dat. Dříve se ke streamingu využívaly flashové kodeky, Windows Media, Real Time a QuickTime, dnes je nejpoužívanějším kodekem H.264, pro streamování videa v rozlišení 4K také datově úspornější kodeky HEVC, VP9 nebo AV1, ty se však kvůli problémům s kompatibilitou využívají pouze pro podporovaná zařízení. Streaming v rozlišení 4K nabízí například služby YouTube, Netflix nebo Apple TV+. Pro živé vysílání se používají technologie HLS a MPEG-DASH.

## Kvalita audia
Ke streamingu audia se využívají kodeky MP3, OGG a AAC, dříve také Windows Media Audio. Audio může být streamováno jako single bitrate, což je jeden konstantní datový tok nebo multibitrate, což je více konstantních datových toků přenášených dohromady v jednom datovém toku mezi kodérem streamu a serverem. Přehrávač přehrávající multibitrate stream ze serveru dokáže potom automaticky měnit kvalitu zvuku v případě zhoršení/zlepšení kvality internetového připojení posluchače.

## Streamovací servery
Ve světě jsou nejznámějšími servery využívající streaming YouTube, Vimeo, Twitch, Netflix, TEDtalks. V Česku pak původní platformy videa na vyžádání Aerovod, Dafilms nebo OBBOD.
V Česku poskytují streaming veřejně dostupné televize: iVysílání (Česká televize), Voyo (Nova), Prima PLAY, Óčko a Televize Seznam. Vlastní program nabízí např. i služby MALL.TV, Playtvak.cz, AllTv.cz nebo Tyvi.cz. Rozhlasový streaming poskytují např. weby Play.cz nebo ABradio.cz.